# Sõõru
Sõõru – wieś w Estonii, w prowincji Jõgeva, w gminie Pala.